# Bošov (Vrbice)
Bošov (německy Poschau) je malá vesnice, část obce Vrbice v okrese Karlovy Vary v Karlovarském kraji. Nachází se asi 1,5 kilometru jižně od Vrbic. Prochází zde silnice I/6 a silnice II/194. V roce 2011 zde trvale žilo 35 obyvatel.
Bošov leží v katastrálním území Vrbice u Valče o výměře 5,5 km².

## Historie
První písemná zmínka o vesnici pochází z roku 1233.

## Obyvatelstvo
Při sčítání lidu v roce 1921 zde žilo 160 obyvatel (z toho 73 mužů), z nichž byli tři Čechoslováci, 156 Němců a jeden cizinec. Všichni se hlásili k římskokatolické církvi. Podle sčítání lidu z roku 1930 měla vesnice 160 obyvatel: tři Čechoslováky a 157 Němců. Kromě tří členů církve československé a jednoho příslušníka nezjišťovaných církví byli římskými katolíky.
|                                                                 | 1869 | 1880 | 1890 | 1900 | 1910 | 1921 | 1930 | 1950 | 1961 | 1970 | 1980 | 1991 | 2001 | 2011 | 2021 |
| --------------------------------------------------------------- | ---- | ---- | ---- | ---- | ---- | ---- | ---- | ---- | ---- | ---- | ---- | ---- | ---- | ---- | ---- |
| Obyvatelé                                                       | 165  | 181  | 195  | 165  | 159  | 160  | 160  | 66   | 43   | 47   | 54   | 32   | 31   | 35   | 40   |
| Domy                                                            | 36   | 32   | 36   | 37   | 36   | 37   | 37   | 28   | —    | 13   | 11   | 10   | 16   | 16   | 15   |
| Počet domů z roku 1961 je zahrnut v domech místní části Vrbice. |      |      |      |      |      |      |      |      |      |      |      |      |      |      |      |

## Obecní správa
Při sčítání lidu v letech 1869–1974 Bošov byl částí obce Vrbice, se kterým patřil nejprve do okresu Žlutice, ale v roce 1950 v okrese Toužim a od roku 1960 v okrese Karlovy Vary. Od 1. ledna 1975 do 23. listopadu 1990 byl částí obce Valeč v okrese Karlovy Vary. Od 24. listopadu 1990 je opět částí obce Vrbice v okrese Karlovy Vary.